# Syndroom van Reiter
Het syndroom van Reiter of het urethro-oculosynoviale syndroom  is een aandoening waarbij een aantal klachten tegelijk voorkomen, namelijk urethritis, artritis en conjunctivitis/iriditis.
De ziekte begint meestal als een reactie op een bacteriële infectie, maar niet iedereen die met die bacterie besmet wordt zal het syndroom van Reiter ontwikkelen. Vele soorten bacteriën kunnen de oorzaak zijn. De meest voorkomende verwekker in Nederland is Chlamydia trachomatis. Andere verwekkers zijn Neisseria gonorrhoeae, Ureaplasma urealyticum, Salmonella, Shigella, Yersinia, en Campylobacter.

## Ontdekking
Deze vorm van artritis is als eerste door Hans Reiter, die in WO1 veldarts was, maar in WO2 betrokken was bij experimenten in concentratiekampen, beschreven tijdens de Eerste Wereldoorlog. Door slechte hygiënische omstandigheden kwam deze ziekte als gevolg van infecties vooral opvallend veel voor bij soldaten. Vandaar de volksnaam "soldatenziekte". Een meer moderne naam voor het syndroom van Reiter is "reactieve artritis". Deze naam past in het streven ziekten een naam te geven die de ziekte beschrijft en ze niet naar een persoon te noemen. Daarnaast wordt de naam (voornamelijk in Angelsaksische landen) steeds vaker vermeden vanwege opgedoken bewijs van Reiters lidmaatschap van de nazipartij en beschuldigingen van experimenten in het concentratiekamp Buchenwald.

## Klachten

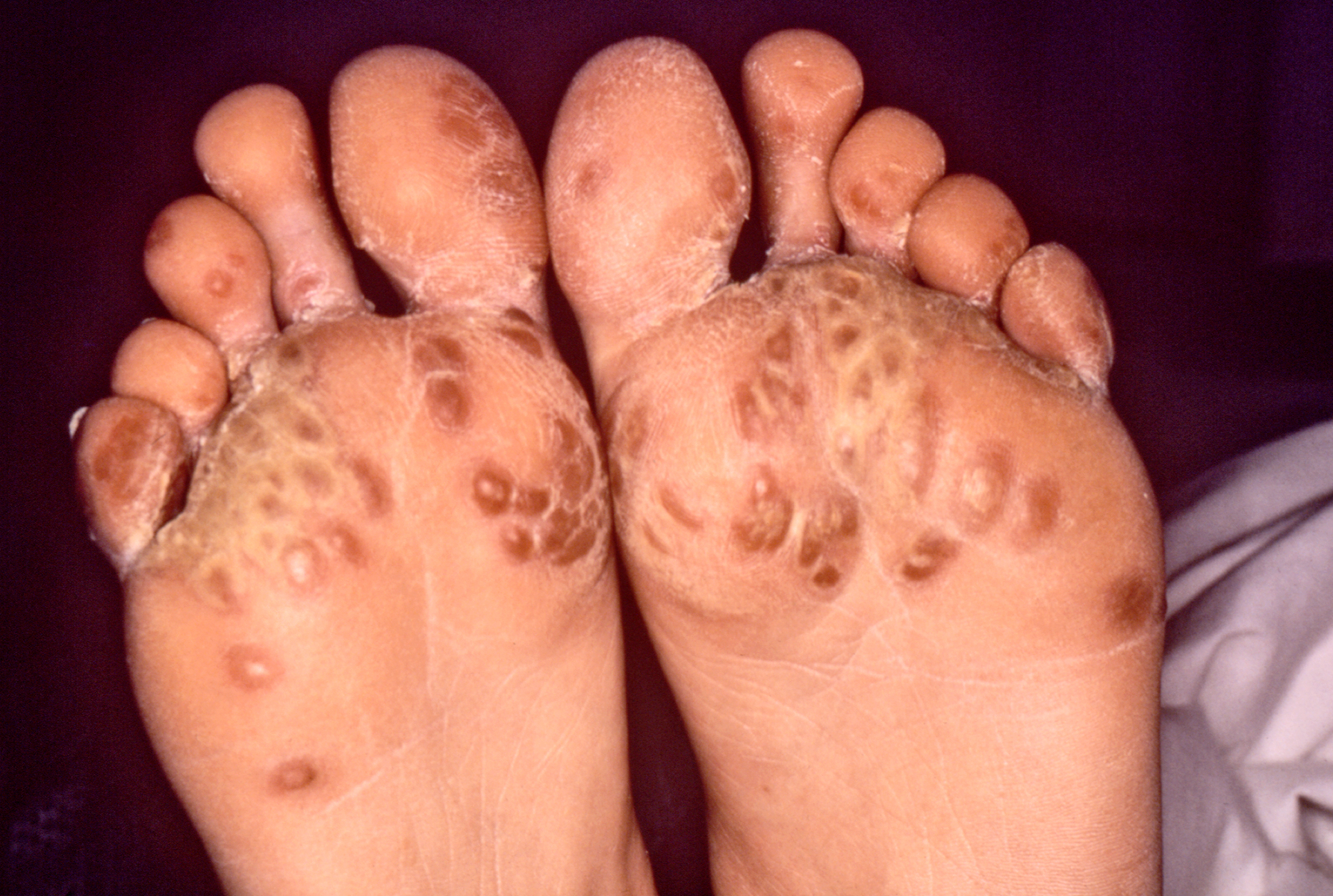
Huidafwijkingen op de voeten, passend bij het syndroom van Reiter; deze worden keratoderma blenorrhagicum genoemd

In het beginstadium kan reactieve artritis slecht herkenbaar zijn. Hoewel de ziekte in principe bekendstaat als een gewrichtsziekte, staan de klachten van de urinewegen in het begin vaak op de voorgrond: pijn of branderig gevoel bij plassen, vaker plassen. De oogklachten komen niet bij alle patiënten voor (oogbindvlies-ontsteking of conjunctivitis). Op de huid kunnen psoriasis-achtige plekken ontstaan, vooral aan de voeten (keratoderma blenorrhagicum). Bij een deel van de patiënten (20-30%) komen psoriasis-achtige huidafwijkingen voor op de penis: rode erosieve plekken, met een wit, verheven randje. Dit wordt balanitis circinata genoemd.
Pijnlijke gewrichtsontstekingen ontwikkelen zich pas een aantal dagen of enige weken later. Deze treden vooral op in ruggenwervels, de heup-, knie- en enkelgewrichten.

## Erfelijke factoren
Er is sprake van een erfelijk aanleg. Er is een verband geconstateerd met een kenmerk in het bloed, namelijk het zogenaamde antigeen HLA-B27. HLA-B27 is ook in verband gebracht met de ziekte van Bechterew, een chronische gewrichtsaandoening waar reactieve artritis op lijkt.

## Diagnose
Zoals gezegd is de ziekte in het beginstadium lastig te herkennen. Met bloedonderzoek kan een verhoogde bloedbezinking worden gevonden. Dit komt echter ook bij heel veel andere ziekten voor.

## Behandeling
- De ziekte is niet te genezen, maar verdwijnt meestal na een aantal weken of maanden. Wel kan de ziekte na verloop van tijd terugkomen en chronisch worden.
- Als de ziekte het gevolg is van een infectie, dient deze eerst te worden bestreden met antibiotica.
- Doorgaans worden ontstekingsremmende medicijnen, zogenaamde NSAID's voorgeschreven, die tevens als doel hebben de pijn te verminderen.